# I figli di nessuno (film 1921)
I figli di nessuno è un film muto del 1921, diretto, interpretato e sceneggiato da Ubaldo Maria Del Colle, tratto dall'omonimo dramma teatrale di Ruggero Rindi e Vittorio Salvoni.

## Trama
Parte prima: Inferno bianco.
A Carrara, nelle cave di marmo di proprietà della contessa Anna Carani, il lavoro è duro, e per certi aspetti sconcertante: oltre ai numerosi dipendenti adulti, un'intera comunità di bambini orfani, sfruttati come forza lavoro, è ospitata in condizioni malagevoli all'interno dello stabilimento, e non di rado si verificano infortuni, anche con conseguenze funeste.
Francesco Vitalbi, custode dell'impianto, sofferente di cuore, in preveggente anticipazione del futuro di sua figlia Luisa vedrebbe di buon occhio il matrimonio di lei con l'onesto e affidabile Poldo, un operaio, il cui amore per la ragazza non è nascosto a nessuno. Ma Luisa ha già una relazione con Arnaldo Carani, figlio della proprietaria. Anselmo, l'occhiuto direttore dell'impresa e tirapiedi della contessa Carani – dopo aver spiato i due amanti – non manca di riferirglielo.
Intanto, nelle cave, si conta una prima vittima, dovuta ad un'esplosione mal controllata. Gli operai ritengono che l'incidente sia imputabile ad Anselmo, che, con l'intento di lucrare a proprio esclusivo vantaggio sugli stanziamenti offerti dalla proprietà, avrebbe causato una mancanza nelle misure di prevenzione. La delegazione operaia che esprime le proprie rimostranze al conte Arnaldo Carani è capeggiata da don Demetrio, che da sempre cerca di fare da mediatore fra le esigenze della classe lavoratrice e quelle dei padroni.
L'austera e arcigna contessa, ricevuta la spifferata di Anselmo, è evidentemente contraria ad un'unione di suo figlio con una persona di ceto sociale così inferiore, e da allora fa di tutto per mandare a monte la relazione. Innanzitutto spedisce il figlio lontano da Carrara, all'estero, col pretesto di una improrogabile necessità di visionare un nuovo tipo di macchinario estrattivo; in seguito, intercettando le lettere che Luisa e Anselmo si scambiano, comincia a manovrare in modo subdolo e malignamente raffinato la loro corrispondenza epistolare, e giunge a far sì che i due amanti – in base a notizie da lei abilmente confezionate e trasmesse -  smettano, almeno temporaneamente, di scriversi. Nel contempo il padre di Luisa scopre, in una situazione tesa, la relazione clandestina fra la figlia e Arnaldo: il suo cuore non regge, e il povero Francesco, a seguito di un attacco cardiaco, muore.
Il conflitto fra Anselmo e gli operai si approfondisce: a causa di una misura repressiva adottata dal direttore dello stabilimento i lavoratori della cava sviluppano proteste, ed assaltano la dimora del custode (abitata da Poldo, nuovo custode, e da Luisa), dove si trovava al momento Anselmo. Poldo riesce a calmare gli animi degli assedianti arringandoli e convincendoli che il padrone, paternalisticamente, alla fine soddisfarrà le loro richieste: i dimostranti si disperdono.
Luisa, che da tempo non riceve notizie di Arnaldo, scopre di essere incinta (di Arnaldo). Lascia Carrara, dopo aver lasciato falsi indizi che facevano creder ad un suo suicidio (al quale Poldo si rifiuta di credere). Dopo un lungo vagare, viene accolta dalla compassionevole signora Concetta, che la ospita a casa sua, dove il bambino nasce. La notizia della morte di Luisa giunge ad Arnaldo, che, sconfortato, finisce con l'accettare la proposta della madre di fidanzarsi con Edvige, una ragazza dai natali più elevati rispetto a Luisa. I due programmano il matrimonio.
La contessa finisce coll'apprendere che Luisa ha partorito il figlio di Arnaldo: la rintraccia, le fa credere che Arnaldo si prenderà cura finanziariamente del figlio – che altrimenti sarebbe destinato, dopo l'eventuale morte della madre, a rimpolpare le file degli orfanelli delle cave – e, con questo pretesto, glielo sottrae – incontrando non poche resistenze da parte di Luisa - per qualche giorno, a suo dire, fino a quando Arnaldo avrà preso coscienza dei suoi obblighi verso il figlioletto. Ma i giorni passano. Luisa non ha nessuna notizia della contessa, e del suo proprio figlio. Ella rintraccia la contessa e la raggiunge proprio durante la festa di matrimonio fra Arnaldo ed Edvige.
Qui, presente anche Poldo, che aveva tentato in ogni modo di rintracciare Luisa, tutto l'inganno viene allo scoperto. Il neo-maritato Arnaldo apprende che Luisa è viva, e la incontra, e nel contempo apprende di essere padre. Di fronte alle richieste di Arnaldo e di Luisa riguardo a loro figlio, la contessa esibisce un (falso) certificato di morte del bambino (fornitole da Anselmo). Giunge, da una stanza attigua, Edvige, che, all'oscuro di tutto, consola la basita Luisa, credendola un'operaia delle cave che ha avuto un malore durante i festeggiamenti. Luisa si accascia fra le braccia dell'onnipresente don Demetrio, amico allo stesso modo di servi e padroni.
Parte seconda: Suor Dolore.
12 anni dopo. Luisa ha preso i voti, e vive in convento col nome di Suor Dolore.
Nel collegio di Saint-Claude l'alunno più perspicace è tale Gualberto, un trovatello: egli sgattaiola nottetempo fuori dalle mura dell'istituzione per ascoltare un saggio anziano – dall'azzeccato nome di Tribuno - che, in birreria, arringa gli amici sui temi della centralità del lavoro e della giustizia sociale. In tali occasioni il ragazzo mostra tale entusiasmo che viene soprannominato "Balilla", epiteto che userà da allora in poi per identificarsi.
La contesa Carani, ormai anziana e malata, sul letto di morte confessa a don Demetrio che il figlio di Luisa e Arnaldo, di nome Gualberto, è vivo, si trova nel collegio Saint-Claude ed è identificabile tramite una macchia rossa sulla spalla. La contessa – nel tardivo tentativo di riparare in qualche modo alle sue colpe - l'ha designato unico erede dei suoi beni personali. Edvige sta origliando: in seguito si impadronisce del testamento, con l'intenzione di non escludere la figlia Bianca, che nel frattempo ha avuto con Arnaldo, dai benefici finanziari della ricca suocera.
Edvige si rivolge al solito Anselmo e, tramite una terza persona abitante presso Carrara – che, dietro lauto compenso, fungerà da genitore adottivo del ragazzino - , fa ritirare Gualberto/Balilla dal collegio. Ma Balilla, votato alla causa dei più disagiati, non tarda a fuggire e raggiungere la comunità degli orfanelli delle cave Carani, alla quale si sente più affine, e presso le quali inizia a lavorare. Nel viaggio incontrerà sua madre (senza, naturalmente, che si riconoscano) che era stata destinata dalla superiora all'asilo dei bambini poveri della città.
Alle cave l'atmosfera è incandescente: gli operai – anche perché incitati dal giovane Balilla/Gualberto, ormai esperto della retorica populista – chiedono il licenziamento di Anselmo, considerato un aguzzino. Arnaldo, accompagnato da Edvige e dalla figlia Bianca, interviene per parlamentare con la forza lavoro. Balilla fa la conoscenza di Bianca – senza che nessuno dei due sappia che sono fratello e sorella – e per di più la trae in salvo da una situazione pericolosa. Nell'occasione, don Demetrio, che non aveva mai smesso di interrogarsi sulla strana scomparsa del testamento della contessa, in seguito alle circostanze, rivela a Edvige, e poi ad Arnaldo la vera identità di Balilla.
Nel corso delle trattative è Balilla ad accorgersi che un'esplosione, al solito mal controllata dall'azienda (da Anselmo), sta per verificarsi. Nel tentativo di sventare la catastrofe, Balilla rimane mortalmente ferito. Don Demetrio ritiene che sia giunto il momento di far accorrere al capezzale di Balilla, che ha bisogno di uno sguardo materno, Luisa/Suor Dolore, alla quale alla fine rivela la verità. Gualberto muore.
Il corteo funebre passa sotto le finestre dell'asilo dei bambini poveri di Carrara. Luisa sottrae fiori dall'altarino della Madonna e li getta dall'alto sul feretro del figlio. Poi si accascia al suolo.

## Produzione
Il film era originariamente diviso in tre episodi: L'inferno bianco (lunghezza della pellicola: 1752 metri), Suor Dolore (1268 metri), e Balilla (1153 metri).
Un primo restauro analogico della pellicola è stato eseguito nel 1998 a cura della Cineteca di Bologna e della Cineteca Italiana, a partire da due copie in nitrato dell'edizione italiana e da una copia dell'edizione americana: tutte e tre le fonti sono incomplete. A partire dal primo restauro, la Cineteca di Bologna ne ha realizzato un secondo, digitale, in 4K, nel 2020: il lavoro è stato eseguito presso il laboratorio L'Immagine Ritrovata di Bologna; data l'incompletezza delle copie di partenza il film restaurato consta solo di due parti, corrispondenti a una pellicola di 3500 metri di lunghezza, contro i 4173 metri complessivi delle uscite originali.

## Distribuzione
I tre episodi del film, ottenuti i visti di censura fra il 30 dicembre 1920 e il 13 gennaio 1921, sono usciti nelle sale cinematografiche italiane nel gennaio del 1921, distribuiti dalla Lombardo Film.
In epoca recente, il film è stato programmato all'interno del New York Film Festival del 2000, al Lincoln Center, in alcune iniziative della Cineteca Italiana allo Spazio Oberdan di Milano nel 2007, della Casa del cinema di Roma nel 2012, nonché al festival Il Cinema Ritrovato del 2021, organizzato dalla Cineteca di Bologna.

## Accoglienza
Il film ebbe un grande successo di pubblico, ma incontrò difficoltà con la censura per la spregiudicatezza di alcuni temi, come ad esempio la denuncia del lavoro minorile in miniera o gli accenni alla solidarietà tra operai nella lotta di classe.
Pio Fasanelli, su Il Diogene del 17 marzo 1921, si esprime in questi termini: "Sarebbe troppo lungo poter parlare particolarmente d'ogni episodio, perciò, (..) dobbiamo dichiarare che il lavoro è ottimo. Il verismo, l'espressione, il movimento, l'originalità, formano le doti principali di questo lavoro. Leda Gys ancora una volta ha dimostrato la sua rara competenza artistica e quello che è da notare è che in tutto il lavoro, che è lungo, ha recitato con la stessa forza e la stessa espressione."
In tempi recenti, Yann Esvan nota: "Forse perché si veniva dal famoso biennio rosso del ‘19/’20 culminato con l’occupazione delle fabbriche, forse perché le idee politiche stavano cambiando, con I Figli di nessuno si assiste a uno strano mischione melenso, con protagonista Leda Gys, in cui l’insegnamento di fondo è sostanzialmente: va bene protestare ma continuate a lavorare perché i padroni sono buoni e sapranno ascoltarvi. (…) Vista la marcia su Roma del 1922 e il significato che il termine "balilla" andrà ad acquisire, fa un certo effetto vederlo spiattellato come soprannome di un personaggio." Il film "ha un difetto, a mio avviso, davvero grande nell’ultima parte. Nel momento in cui viene [meno] il personaggio portante della contessa Carani, che con le sue macchinazioni era capace di tenere alta l’attenzione dello spettatore, il film diventa sostanzialmente un inno al dolore di Leda Gys."

## Opere derivate
Vennero realizzati tre remake della pellicola: 
- L'angelo bianco nel 1943, co-diretto da Giulio Antamoro, Federico Sinibaldi ed Ettore Giannini.
- I figli di nessuno nel 1951 per la regia di Raffaello Matarazzo, anch'esso di grande successo commerciale[13].
- I figli di nessuno nel 1974 diretto da Bruno Gaburro.